# 양심의 문제
《양심의 문제》(영어: A Case of Conscience)는 제임스 블리시의 1958년 장편 SF소설이다. 예수교 신부가 외계 행성에 가며 벌어지는 이야기를 다룬다. 대한민국에는 불새에서 안태민 번역으로 출간되었다. 1959년 휴고상 장편소설상을 수상했다.

## 같이 보기
- 아서 C. 클라크